# Astarte
Astarte (grego Αστάρτη) (hebraico עשתרת) - personagem do panteão cananeu. Era a mais importante deusa dos fenícios. Filha de El, irmã de Astar e de várias divindades ugaríticas. Era a deusa do planeta Vênus, da lua, da fertilidade, do amor, da beleza e da guerra. Em Ugarit, era também uma deusa dos tratados, do equilíbrio, paz, moderação e da caça. Largamente cultuada em todo o Antigo Oriente Próximo, especialmente em Sidom, Tiro e Biblos. Na religião canaanita aparece também possivelmente como esposa de Baal.

## Identidade
- Nomes: Asterate / Astarite / Asterath / Ann-tires / Astarote / Astorate / Asterote / Astorete / Astartes / Astartéia / Annerote / Astaton / Anny-rath / Baalat.
- Família: Filha de Baal, Irmã gêmea de Camoesh (Camos), esposa de Tamuz

## Rituais
Os seus rituais eram múltiplos, passando por ofertas corporais de teor sexual, libações, e também a adoração das suas imagens ou ídolos. O seu principal culto ocorria no equinócio da primavera e era altura de grandes celebrações à fertilidade e sexualidade. O sexualismo e erotismo ligados ao seu culto fazia dela uma deusa muito adorada entre os povos da altura, exatamente pelo seu teor. Talvez seja este o motivo que levou o rei Salomão a adorar esta deusa (1 Reis 11:5), contrariando o seu Deus.

## Relacionamentos
Em Sídon, o culto era dividido principalmente entre dois deuses Eshmund e Asterate (Astarte).
Astarte era esposa do deus Tamuz que vem referenciado na Bíblia em Ezequiel 8:14.

## Locais de culto
Um dos seus templos principais encontrava-se na terra dos filisteus - em Ecrom (I Samuel 31:10).

## Referência histórica
Esta divindade bíblica é uma herança mitológica da história dos povos da suméria (bíblica sinear) e dos acádios (Gênesis 10:10), onde Asterate era chamada de Istar ou  Inana. Mais tarde para os gregos esta divindade foi chamada de Afrodite e Hera, enquanto que para os egípcios era recordada como Ísis ou, como outros defendem, Hator. Esta apareceu pela primeira vez nesta mitologia depois da 18º dinastia, no relato da batalha entre Hórus e Set em que a sua identidade poderia ser equiparada com Anate.
Segundo a mitologia suméria e acádia Istar (Asterate) era irmã de Samas, ao qual a bíblia se refere como Camoeche, Camos ou Quemós. Em mais que um versículo na Bíblia estes dois nomes aparecem juntos. (I Reis 11:33, II Reis 23:13)
O nome Asterate também aparece associado a Baal (Juízes 2:13, Juízes 2:13, I Reis 18:19). Baal para os sumérios seria a deusa Nana, ou Sin para os acádios, que também era pai de Istar/Inana. Em Biblos, Astarte era conhecida como "Baalate" (forma feminina para Baal).

## Outras referências
A deusa Astarte foi a mais importante das numerosas divindades fenícias e a única que permaneceu inamovível na sua rica mitologia, apesar das profundas e contínuas mudanças no culto que resultaram de diversas influências oriundas de toda a área do Mediterrâneo, recebidas por este povo de navegantes.
A deusa era uma representação das forças da fecundidade e, como tal, foi adorada sob variados aspectos. Todos eles tinham de comum a imagem de uma deusa amorosa, bela, fecunda e maternal. Chamaram-lhe Kubaba-Cibeles no norte da Síria. Esta e as restantes divindades fenícias eram adoradas em santuários, mas o seu culto não carecia de esculturas religiosas, pelo que, muitas vezes, elas faltavam nos templos. A sua sede era uma simples pedra ou pilone no centro do lugar sagrado. A proteção divina na vida doméstica era invocada em estatuetas de material tosco, inacabadas, ou em amuletos de inspiração egípcia, como por exemplo o célebre escaravelho solar das pintura faraônicas.